# Хименес-дель-Теуль (муниципалитет)
Хименес-дель-Теуль (исп. Jiménez del Teul) — населённый пункт и муниципалитет в Мексике, входит в штат Сакатекас. Население 4855 человек.

## История
Город основан в 1857 году .